# てんたま
『てんたま』は、KIDから発売された恋愛アドベンチャーゲームのシリーズ。

## 歴史
てんたま
2001年1月25日、PlayStation版が発売。シリーズ第1作。
てんたま -1st Sunny Side-（ファーストサニーサイド）
2001年10月24日、ドリームキャスト版が発売。シナリオのリライトやおまけシナリオ「ゴッキー・ファイト」の追加、アイキャッチの変更などの改良が施されている。物語が増えて一部のイラストが一新された。
2003年10月30日、PlayStation 2版が発売。PCアクセサリー集に収められていたCGの収録や演出の見直しなど、さらなる改良が加えられた。
2006年8月24日、PS2廉価版である「2800コレクション」が発売。
てんたま2wins（ツインズ）
2004年2月26日、PlayStation 2版が発売。シリーズ第2作。
2006年8月24日、PS2廉価版である「2800コレクション」が発売。

## 概要
一人前の天使になる試験として「対象者」と呼ばれる選ばれた人間を幸せにするために地上に降り立った見習い天使たちの修行と、彼女たちを迎えることになった一人の青年、そしてその友人たちの恋模様を描いている。
KIDの元スタッフである柴田太郎は、本シリーズの物語のテーマは重いが、演出をライトにしていると2020年の座談会の中で話している。
シリーズ第3作は外伝的作品で、題名も『Monochrome』となっている。詳細は当該項目を参照。
本作の開発と並行して、KIDでは同じく天使を題材とした『夢のつばさ』の開発も行われており、一度は関連付けも検討されたが、最終的に見送られた。

## てんたま
選択肢に従って文章を読み進めるオーソドックスなアドベンチャーゲーム。クリア後はおまけシナリオ「URATAMA」が閲覧可能となるが、これはKIDが他作品で展開していたアペンドストーリーとは異なり、制作者側が執筆したものである。
主人公以外にも複数の登場人物の視点から物語が描写されるのが特徴。PS版では声で視点の主を判別していたが、『1st sunny side』でリメイクされてからはアイキャッチで誰の視点なのか明示されるようになった。

### あらすじ
早瀬川椎名は渡瀬双葉と出会い、恋に落ちる。しかし病弱な双葉は椎名を残して天に召されてしまう。そして1年後、椎名は友人たちに囲まれながらも胸の内の寂しさを消せずにいた。ある日椎名のもとに、彼を幸せにしにきたという見習い天使の花梨が現れる。人間を幸せにすることが卒業試験の課題だという。最初の椎名は心の傷に触れられて激怒する。
学校へ行った椎名は、帰り際に彼の幼なじみ2人のところにも見習い天使が訪れていた事を知る。貴史の所には葵。千夏の所には奈菜。彼女たち2人は、天使界で花梨の親友だという。「花梨たちとの間に何かあったときには同じ立場の見習い天使たちになら花梨のことを相談できるかも知れない」と椎名は心強さを感じるのだった。
そして花梨は椎名の家に住み込むことになる。２人の共同生活を始めた中で椎名が新しい恋を見つけられるように何かと励ます花梨に、日々のできごとを報告するようになる。心優しい椎名にいつしか彼女自身が惹かれてしまうことになる。だが、天使と人間の恋は許されない。花梨は想いを隠したまま、見習い天使の使命を果たそうとする。

### 登場人物（1）
早瀬川 椎名（はせがわ しいな）
声：松田佑貴（ドラマCD）
『1st』の主人公。高校2年生。優しく温厚だが、どこか影のある青年。物心がつく前に母を亡くし、父は仕事で海外に滞在しているため、実質的には一人暮らしの状態。渡瀬双葉の愛犬だった雑種犬・ラキシスの面倒を見ている。
『2wins』（声：鈴木貴征）ではサブキャラクターとして登場。
花梨（かりん）
声：こおろぎさとみ
12月25日生まれ。年齢15歳。身長143cm。血液型O型。3サイズはB65、W52、H69。
椎名を対象者として彼のもとにやって来た見習い天使。ドジな面もあるが、家事が得意で優しい女の子。一人前の天使になる為に椎名との共同生活を始めるが、試験の結果とは関係なく彼の幸せを心から願う。相棒は幸せの青い鳥・アオイ。同じ見習い天使の葵と奈菜とは親友の間柄。しかし真央に椎名との関係を疑われたり、花梨の羽根が見える理香子には化け物と思われて逃げられたりと多難にもなる。やがて椎名の幸せの片麟が見えてきたとき、花梨は複雑な想いを抱くことになる。
外見年齢15歳。趣味は買い出し。特技は料理。好きなものはマフラー、ショートケーキ。苦手なものは運動、葵のどつき。
『2wins』では地上に残って椎名のそばにいるが、はっきりとは描写されないものの何らかの理由で生活がままならないほど体が不自由な状態にある。プロデューサーのしまぞうは『1st』の時点で「花梨、可哀想だよなぁ」「オレは期待を裏切るのが大好きな男だ」と発言しているが、KIDが倒産したこともあってそれ以上詳しい説明はない。なお、『Monochrome』では、期限を過ぎて地上に居残る見習い天使は衰弱して死に至る。
葵（あおい）
声：岩居由希子
12月25日生まれ。年齢15歳。身長150cm。血液型AB型。3サイズはB70、W54、H72。
相沢貴史を対象者として彼のもとにやって来た見習い天使。運頼りのお調子者で、花梨と奈菜とは親友の関係だがアオイとは天敵同士。貴史に本当の恋をしてもらうため相沢家に居候することになる。一人称は「ボク」。
外見年齢15歳。趣味はおしゃれ。特技は足技。好きなものは猫、焼き魚。苦手なものはアオイ、鳥類、焼き鳥。
奈菜（なな）
声：あおきさやか
12月25日生まれ。年齢15歳。身長157cm。血液型A型。3サイズはB71、W54、H74。
篠崎千夏を対象者として彼女のもとにやって来た見習い天使。花梨と葵とは親友の関係。頭はいいが、かなりのアガリ性。千夏に恋の度胸をつけさせるために篠崎家のお世話になることに。
外見年齢15歳。趣味は魔術。特技は呪術。好きなものは水晶玉、抹茶しるこ。苦手なものは白魔術、電子レンジ、タコ。
篠崎 千夏（しのざき ちなつ）
声：横手久美子
6月12日生まれ。年齢17歳。身長158cm。血液型A型。3サイズはB74、W55、H77。
高校2年生。椎名と貴史とは幼馴染みで、相沢早智子とは親友の関係。快活で思いやりがありリーダーシップを取れることから学校での評判はいいが、ごく親しい者には遠慮がない(特に貴史)。貴史に想いを寄せているが、恋の対象としては見てもらえないと思っている。両親は動物病院を経営。
趣味は両親の手伝い。特技はどつき、スリッパ等々の手業。好きなものは奈菜、タコさんウインナー。苦手なものは素直になる事。
『2wins』ではサブキャラクターとして登場。
渡瀬 双葉（わたせ ふたば）
声：黒田由美
5月21日生まれ。年齢15歳。身長148cm。血液型O型。3サイズはB67、W54、H73。
内気な彼女は入学した高校で椎名と再会する。椎名が高1の時のクラスメートで人見知りの激しい女の子。入学式で隣の席だった椎名に一目惚れしたことをキッカケに椎名たちのグループと付き合うようになり、後に千夏や貴史の応援のおかげで椎名にとって大切な存在となっていくが、持病が悪化して死亡する。
趣味は散歩。特技はお絵かき。好きなものはカブトムシ、クレープ。苦手なものは運動、注射、牛丼。
七瀬 結花（ななせ ゆか）
声：冬馬由美
4月11日生まれ。年齢19歳。身長160cm。血液型O型。3サイズはB75、W56、H79。
19歳の大学1年生で、この年椎名達の住む街で一人暮らしを始めたばかり。高校生時代に貴史の兄・良樹に告白して振られた経験があり、近頃良樹によく似た男にナンパされるようになり警戒していたが彼が良樹の弟であることを知り、そのギャップにショックを受ける。
趣味はポプリ作り。特技は変装。好きなものはマンガ、シュークリーム。苦手なものは男の子、独りぼっち、羊羹。
吉沢 初音（よしざわ はつね）
声：牧島有希
1月9日生まれ。年齢17歳。身長159cm。血液型B型。3サイズはB72、W55、H75。
ミッション系女子校の2年生でラクロス部のエース。成績優秀ながらも控えめな女の子で、椎名とは貴史がナンパツアーと称して彼女が通う学校を訪れた際に出会う。仕草や面影が双葉によく似ていたことから椎名に興味を抱かせた。
趣味は読書。特技はラクロス。好きなものは本、かき氷。苦手なものは恋沙汰、芋虫、ラーメン。
『2wins』では雪村明日香の友人の大学生として登場。
小高 真央（こだか まお）
声：日高奈留美
6月26日生まれ。年齢15歳。身長148cm。血液型A型。3サイズはB69、W53、H73。
高校1年生で、初音とはラクロス部の先輩と後輩の関係。椎名と同じ中学校の出身で、その頃から椎名に想いを寄せていたが、すでの彼の側に千夏がいたことから告白できず、ミッション系の女子高へ進学することになり、彼の卒業とともに別れ別れになっていた。それだけに久々の再会を喜びつつ今度こそと意気込むも今度は初音との板挟みに悩まされることになる。
趣味は○ッドグッズ収集。特技は勘で椎名を見つけられる事。好きなものは体を動かす事、ハムサンド。苦手なものはウジウジする事、勉強する事、ハムカツサンド。
榎 理香子（えのき りかこ）
声：壱智村小真
2月15日生まれ。年齢16歳。身長148cm。血液型O型。3サイズはB68、W53、H72。
高校1年生で、椎名の後輩。家が神社を営んでおり巫女を務めることもあるが、本人はお化けの類が大嫌い。特殊な霊感を受け継いでいるためか、霊の類だけでなく見習い天使たちの羽も見ることができる。家に代々伝わる祝詞は西洋黒魔術の呪文のように聞こえるらしい。
趣味は妄想。特技はお掃除。好きなものは緋袴、わらび餅。苦手なものは良いおみくじを引かせる事、お化け、おかか梅。
相沢 早智子（あいざわ さちこ）
声：木村こてん
4月2日生まれ。身長163cm。血液型AB型。3サイズはB77、W56、H80。
高校3年生で貴史の姉。共働きの両親に代わり、家事の全てをまかなっている。受験生ながらも兄・良樹以上の秀才で家で勉強をすることはなく、卒業後は短大へ進学する予定。千夏と仲が良く、葵を妹のように可愛がっている。
趣味は学校。特技はぐりぐり攻撃。好きなものはご飯。嫌いなものは勉強。
田中 悠里（たなか ゆうり）
声：木村こてん
9月30日生まれ。身長155cm。血液型AB型。3サイズはB73、W54、H77。
高校2年生で、千夏の悪友。学校のありとあらゆる情報に通じており、見習い天使達に不審を抱き正体を暴こうとする。以前、貴史への想いをネタに千夏を脅したことがあったが返り討ちにあい、それ以来千夏と親しくなった。
趣味はネタ作り。特技は情報公開。好きなものは規制緩和、しゃぶしゃぶ。苦手なものは金融政策、先物取引、酢豚。
相沢 貴史（あいざわ たかし）
声：栗津貴嗣
7月10日生まれ。身長178cm。血液型AB型。
高校2年生。相沢早智子の弟で、椎名と千夏とは幼馴染みの関係。女の子には積極的に声をかけ、評判も良いが、その軽さが女の子を泣かせることもしばしば。千夏を異性として意識しているが、長い付き合い故か未だ言い出せずにいる。椎名の幸せを心から願い、千夏とともに彼の恋を応援する。二つ上の秀才の兄・良樹にコンプレックスを抱いている。
趣味・特技はナンパ。好きなものは女の子、ラーメン。苦手なものは千夏。
『2wins』では音楽で身を立てるため、葵とともに東京に出ている。
絵理（えり）
声：黒田由美
12月25日生まれ。身長161cm。血液型A型。3サイズはB73、W55、H76。
見習い天使。生まれつき身体が弱く寝たきりの生活を余儀なくされてきたが自らの余命が短いことを知り、地上に降り立つ。
趣味はひなたぼっこ。特技はあやとり。好きなものは試験、マカロニグラタン。苦手なものは運動、病気、病院食。
紅絹（もみ）
声：笹島かほる
来年受験予定の見習い天使にして加絵の双子の姉。うるさいお調子者で緑髪のボケ担当。色んな意味で才能があり、将来を約束されている。物語の先々で椎名の恋の進展状況を伝えてくれる。外見年齢14歳。
加絵（かえ）
声：茉雪千鶴
来年受験予定の見習い天使にして、紅絹の双子の妹。うるさいお調子者で青髪のツッコミ担当。紅絹と同じく色んな意味で才能があり、将来を約束されている。物語の先々で椎名の恋の進展状況を伝えてくれる。外見年齢14歳。

## てんたま2wins
前作の数年後の設定。主人公に育成の要素を加え、パラメータに応じてシナリオや結末が変化する。条件を充たすことで前作の人物が登場する裏シナリオへと分岐する。
音楽は阿保剛が手掛けており、明るい曲を中心に構成されている。

### あらすじ（2）
ハロウィン、一ノ瀬晶のもとに見習い天使を自称する双子、紅絹と加絵が押しかけてくる。晶が頼んだわけでもないのに、双子は彼を幸せにするためとして恋人作りを手伝おうとする。

### 登場人物（2）
一ノ瀬 晶（いちのせ あきら）
柊咲高校1年生で、『2wins』の主人公。高校に通うために故郷を離れ、卒業までの間親戚の渡瀬家に住まわせてもらっているが、突如自分のもとにやって来た紅絹と加絵に悩まされることになる。渡瀬双葉の従弟に当たるが本人との面識はない。
真田 純菜（さなだ すみな）
声：野川さくら
5月21日生まれ。身長158cm。血液型A型。3サイズはB83、W56、H80。
聖沙女学院1年生。大人しげな外見に反して芯の強い女の子。責任感が強く、人知れず努力する一方で、多少の無理は一人で背負い込んでしまいがち。晶とは見習い天使達を通じて仲良くなった。実は誰にも言えない秘密を抱えているらしい。
趣味は散歩。好きなものはお茶とお団子。苦手なものは注射。
五十嵐 真雪（いがらし まゆき）
声：新谷良子
12月4日生まれ。身長160cm。血液型O型。3サイズはB85、W57、H82。
柊咲高校1年生。明るく面倒見の良い姐御肌な女の子。大人びていて、しっかりしているが恋には奥手。熱心に貯金に勤しんでいるがその理由は誰も知らない。
趣味は貯金。好きなものは友達とのお喋り。苦手なものは犬。
『1st』で椎名のクラスの担任として登場した五十嵐智美（智ちゃん先生）、『Iris 〜イリス〜』に登場する五十嵐麗子（れーちゃん先生）の妹。
雪村 明日香（ゆきむら あすか）
声：千葉紗子
10月21日生まれ。身長163cm。血液型A型。3サイズはB87、W57、H84。
浪人生。根はしっかりしておりしゃべり方もしっかりしているのに、どこかぼんやりのんびりしている女の子。年下の人間に対して年上ぶったり、たまに抜けた振る舞いをすることがある。吉沢初音とは友達同士。
趣味はメール。好きなものは栗羊羹。苦手なものは生クリーム。
紅絹（もみ） / 加絵（かえ）
声：笹島かほる / 茉雪千鶴
12月25日生まれ。血液型B型。身長149cm。3サイズはB72、W54、H74。
晶を対象者として彼のもとに降り立った、見習い天使の双子の姉妹（紅絹が姉で加絵が妹）。姿は若干成長したが、相変わらずの傍若無人ぶりで晶を振り回すことになる。
二人共に外見年齢15歳。趣味は悪態をつく事。好きなものは暴力。苦手なものは権力。
栞里（しおり）
声：清水愛
12月25日生まれ。身長148cm。血液型O型。3サイズはB67、W54、H73。
純菜を対象者として彼女のもとにやってきた見習い天使。双子たちとは正反対の、優しく控えめな女の子。趣味は音楽鑑賞。
西園 幹也（にしぞの みきや）
声：小西克幸
柊咲高校1年生で、晶の親友。頭がよくルックスも良いが、ある欠点を持つ。
早瀬川 椎名（はせがわ しいな）
声：鈴木貴征

篠崎 千夏（しのざき ちなつ）
声：横手久美子

吉沢 初音（よしざわ はつね）
声：牧島有希

渡瀬 観月（わたせ みづき）
声：清水愛
渡瀬家の次女。舌足らずながら素直な良い子。『1st』では赤ん坊の姿で登場。

## 舞台設定
天使界
天使達が暮らしている世界で、天国とは別物。地上世界に比べて、緑が豊かで空気が清浄。地上世界とは密接な関係があり、物や人の総数が一定の、多層次元である。どちらか一方の世界で何かが増加すると、もう一方の世界の何かが減少する。例として、地上世界では人間が増えて人口が増加しているが、天使界では天使が減って人口が減少している。
大陸の狭間から地上世界を見下ろせ、崖から飛び降りれば地上世界へ行く事が出来る。しかし、この方法だとどこへ落ちるか分からなくて不便な為、目的の場所へ直行可能なワープ装置として、劇中で花梨が利用した泉が作られた。地上世界から天使界へは、本人の意思だけで自由に帰れる。
天使になる為には、学校に通って卒業試験を受けなければならない。花梨達が通う学校は、生徒総数が約1000人。1クラス40人前後で3学年制。2年生の時には修学旅行がある。3年生になると全員強制的に卒業試験を受ける。試験の課題は、地上世界の対象者を幸せにする事。期間は10月31日から12月24日までの55日間。対象者の情報は事前に通達され、関係書類が渡されるので、ある程度の状況を踏まえて試験に臨める。1度目の試験で受かれば大卒、2度目で受かれば高卒、3度目で受かれば中卒の様な扱いになる。卒業後の仕事は色々あるが、就く職業は自由。
卒業試験の真の目的は、天使界の人口激減を防ぐべく、地上世界の人間に信仰心を持たせ、科学に徹しない清き人間の保護育成により、地上世界の人口を抑制する事である。行政は貴族階級以上の天使が行っている。階級は基本的に世襲制。
花梨とアオイは温泉町のお土産屋さんで出会った。
パンダ公園
椎名の家の近所にある公園。パンダの形をした滑り台がある。相談場所として使われる事が多い。
戸次川河口公園
海を一望出来る公園。公園というよりは広場に近い。
柊咲西商店街
花梨の行きつけの商店街。魚屋の魚辰、八百屋の八百正などがある。
柊咲高等学校
椎名達が通っている高校。
榎神社
柊咲高校の近所にある神社。理香子の実家。おみくじは1回300円。
カフェ・プルシャン
結花がバイトしている喫茶店。
あいみるちゃ
人気の甘味処。柊咲店では晶達がバイトしている。
私立聖沙女子学院
初音達が通っている名門のお嬢様校。海沿いにある。
柊咲病院
双葉が入院した病院。

## スタッフ
- キャラクターデザイン：松尾ゆきひろ
- シナリオ：高瀬伸
- 音楽：山本真詞（てんたま）・阿保剛（てんたま -1st sunny side-、てんたま2wins）[2]

## 関連商品

### 書籍
- てんたま -1st Sunny Side- 設定解説ファンブック（ローカス）ISBN 4-8981-4327-X
- てんたま -1st Sunny Side- アンソロジーコミック (1) （エンターブレイン）ISBN 4-7577-0882-3
  - (1)とあるが、2巻は発売されなかった。
- てんたまTwinkle（ストーリー : 秋タカシ、作画 : 鯱猫 / ジャイブ）ISBN 4-902314-87-8
  - 『2wins』を原作とした漫画。オリジナルヒロインの菅原歌鈴（すがわら かりん）が登場する。『1st』の花梨とは発音が同じだが別人。

### 音楽CD
- てんたま サウンドコレクション+α!!（サイトロン、SCDC-00073）2001年3月23日発売
- てんたま2wins BGMコレクション（KID、kid0041）※通販限定、2004年4月21日発売
- てんたま2wins ヴォーカルプラス（ランティス、LACA-5271）2004年4月21日発売

### ドラマCD
- TVパニックプレゼンツ ドラマファンディスクVol.9 てんたま（サイトロン、TVCD-10009）2000年12月20日発売
- てんたま ドラマCD（サイトロン、SCDC-00079）2001年4月25日発売